# 確かに愛したとき
『確かに愛したとき』（たしかにあいしたとき）は、東野純直の6枚目のシングル。1995年2月22日にテイチクエンタテインメントから発売。

## 概要
『確かに愛したとき』は松竹映画『時の輝き』の主題歌、『Lovers’ Moon』は同映画の挿入歌に使用された。

## 収録曲
特記以外作詞・全作曲:東野純直
1. 確かに愛したとき
  - 編曲:清水信之
2. Lovers’ Moon
  - 作詞:東野純直&琴野詩織、編曲:小西貴雄
3. 確かに愛したとき（Instrumental）